# 15889 Xiaoyuhe
15889 Xiaoyuhe eller 1997 FD4 är en asteroid i huvudbältet som upptäcktes den 31 mars 1997 av LINEAR i Socorro County, New Mexico. Den är uppkallad efter Xiaoyu He.
Asteroiden har en diameter på ungefär 2 kilometer.